# Sociedade Esportiva e Recreativa Juventude
La Sociedade Esportiva e Recreativa Juventude, noto anche semplicemente come Juventude, è una società calcistica brasiliana con sede nella città di Primavera do Leste, nello stato del Mato Grosso.

## Storia
Il 23 maggio 1982, la Sociedade Esportiva e Recreativa Juventude è stata fondata. Il club ha partecipato al Campeonato Brasileiro Série C nel 1999, dove è stato eliminato alla prima fase.

## Palmarès

### Competizioni statali
- Campionato Mato-Grossense: 2

2000, 2001
- Campeonato Mato-Grossense Segunda Divisão: 1

1990

### Altri piazzamenti
- Copa Centro-Oeste:

Semifinalista: 2000